# Corydalis longkiensis
Corydalis longkiensis är en vallmoväxtart som beskrevs av C.Y. Wu, Lidén och Z.Y. Su. Corydalis longkiensis ingår i släktet nunneörter, och familjen vallmoväxter. Inga underarter finns listade i Catalogue of Life.